# Godzilla vs. Mothra
Godzilla vs. Mothra (ゴジラvsモスラ, Gojira tai Mosura), ook uitgebracht onder de titel Godzilla and Mothra: The Battle for Earth, is een Japanse kaijufilm, en de 19e van de Godzillafilms. De film werd uitgebracht op 12 december 1992. De regie was in handen van Takao Okawara. De speciale effecten werden verzorgd door Koichi Kawakita.

## Verhaal
In 1993 stort een grote meteoriet neer op aarde, met vele natuurrampen tot gevolg. Deze rampen wekken Godzilla uit zijn slaap. Ook veroorzaakt de inslag een grote orkaan, die een enorm ei blootlegt.
De volgende dag wordt een man genaamd Takuya Fujita gearresteerd voor het stelen van een oud kunstvoorwerp. De Japanse minister wil hem echter gratie geven als hij bereid is een eiland te onderzoeken samen met zijn ex-vrouw Masako Tezuka en de secretaris van de Marutomo compagnie, Kenji Andoh. Aanvankelijk weigert Takuya daar hij over een week toch weer vrijkomt, maar Masako kan hem overhalen. Het trio vertrekt naar het eiland, en vindt een grot achter een waterval. In de grot vinden ze oude tekeningen die een gevecht tussen twee kolossale insecten uitbeelden. In de grot vinden ze tevens een enorm ei. Twee kleine humanoïde wezens die zichzelf de Cosmos noemen duiken op uit het niets, en vertellen de drie onderzoekers dat het ei toebehoort aan Mothra. Ze vertellen de drie tevens een oud verhaal dat te maken heeft met de tekeningen. Duizenden jaren terug bevond zich op het eiland een oude beschaving. De wetenschappers van deze beschaving probeerden het aardse klimaat te beheersen met een weermachine. Om hen te stoppen creëerde de aarde een insectachtig monster genaamd Battra. Battra vernietigde de weermachine, maar ontpopte zichzelf als een nog veel grotere bedreiging voor de aarde. Dus werd Mothra gestuurd om Battra te stoppen. Hun strijd vernietigde de gehele beschaving. Beide monsters belandden uiteindelijk in een diepe slaap: Mothra op het eiland en Battra in de zee. Nu lijkt het erop dat beide monsters weer zullen ontwaken.
Rond deze tijd is het eerste ei, waar Battra in zat, uitgekomen. Battra begeeft zich meteen naar Japan. Het monster komt aan land en graaft zich een weg naar Nagoya. Ondertussen vertelt Andoh zijn baas, Takeshi Tomokane, over het ei van Mothra. Die wil het ei meteen laten ophalen om het te gebruiken voor eigen doeleinden. Andoh maakt de Cosmos, Masako en Takuya wijs dat zijn baas het ei wil laten beschermen.
Battra bereikt Nagoya en vernietigt de stad. Het Japanse leger kan niets tegen hem uitrichten. Ondertussen wordt Mothra's ei op een schip naar het vasteland vervoerd. Onderweg komt het schip Godzilla tegen, die het op het ei lijkt te hebben voorzien. Takuya maakt de kabels los en gooit het ei in zee, in de hoop dat dit Godzilla af zal leiden. Terwijl de boot wegvaart, komt het ei uit en de Mothralarve die erin zat duikt onder water, nog net voordat Godzilla de resten van het ei vernietigt. Godzilla en de Mothralarve vechten het uit. Mothra gebruikt haar web om Godzilla vast te binden. Dan duikt ook Battra op en gaat het gevecht aan met Mothra. Een van zijn energiestralen raakt echter Godzilla, die zijn aandacht meteen op Battra richt. Mothra kan vluchten terwijl Godzilla en Battra het uitvechten. De monsters verdwijnen al vechtend onder water.
Terug in Japan nemen Takuya, Andoh, Masako en de Cosmos hun intrek in een hotel. De volgende dag blijken de Cosmos te zijn verdwenen. Andoh heeft ze gevangen en meegenomen naar zijn baas. Masako en Takuya haasten zich terug naar Tokio, waar Masako probeert de overheid over te halen om de Cosmos terug te kopen van Takeshi. Die weigert echter elk aanbod. De Cosmos roepen Mothra op om hen te helpen, die meteen naar Japan vertrekt. Masako is niet van plan te wachten, en vertrekt samen met haar dochter en de telepaat Miki Saegusa om de Cosmos te vinden. Ze vinden de Cosmos in een hotelkamer waar ze worden vastgehouden door Takuya. Net als Mothra in Tokio arriveert, kan Makao de Cosmos vrijlaten. Ze vertellen Mothra om de stad met rust te laten. Mothra stopt haar aanval, en begeeft zich naar een groot gebouw waar ze een cocon om zichzelf bouwt.
Miki voelt telepathisch dat Godzilla onderweg is naar Tokio. Battra, die nog in zee ligt, verpopt zich eveneens. Mothra en Battra komen vrijwel tegelijkertijd uit hun cocons in hun volwassen vormen. De Japanse overheid realiseert zich dat spoedig alle drie de monsters samen zullen komen in Tokio. Een poging om de monsters weg te lokken faalt, en terwijl Godzilla zijn vernietiging voortzet, vechten Mothra en Battra het uit boven de stad. Battra lijkt aan de winnende hand, tot Godzilla tussenbeide komt. Battra vecht verder met Godzilla, die hem makkelijk verslaat.
Mothra kan zichzelf in de tussentijd genezen, en gebruikt een soort giftige sporen om Godzilla te verzwakken. Vervolgens geneest ze Battra met een deel van haar eigen energie zodat ze samen Godzilla kunnen verslaan. Hoewel hij nu in de minderheid is, blijkt Godzilla zich staande te kunnen houden tegenover de twee insecten. Hij wordt uiteindelijk verslagen door een combinatie van Mothra's sporen en Battra's laser. De twee insecten proberen Godzilla terug te dragen naar zee, maar het monster is nog niet definitief verslagen. Zodra ze boven zee zijn, dood hij Battra met zijn atoomstraal. Mottra gooit zowel Godzilla als de dode Battra in zee, en vliegt terug naar Japan.
De volgende dag houden de Cosmos een conversatie met een paar overheidsagenten. Volgens hen wachtte Battra al jarenlang op de komst van een grote meteoriet die in 1999 op aarde zal inslaan en al het leven zou uitroeien. Battra zou deze meteoriet stoppen, maar is nu gedood door Godzilla. In zijn plaats zal Mothra de meteoriet gaan stoppen. De film eindigt met Mothra en de Cosmos die de ruimte in vliegen om de meteoriet van richting te laten veranderen.

## Rolverdeling
| Acteur                       | Personage          |
| ---------------------------- | ------------------ |
| Tetsuya Bessho               | Takuya Fujito      |
| Satomi Kobayoshi             | Masako Tezuka      |
| Megumi Odaka                 | Miki Saegusa       |
| Keiko Imamura & Sayaka Osawa | The Cosmos         |
| Takehiro Murata              | Kenji Andoh        |
| Saburo Shinoda               | Professor Fukazawa |
| Akira Takarada               | Jyoji Minamino     |
| Makoto Otake                 | Takeshi Tomokane   |
| Kenpachiro Satsuma           | Godzilla           |
| Hurricane Ryu                | Battra Larve       |

## Achtergrond
Voor de film werden ongeveer 4,200,000 kaartjes verkocht voor de film. Daarmee was het de succesvolste film van de Heiseireeks. Tevens was de film de populairste Godzillafilm sinds Ghidorah, the Three-Headed Monster. Ook in Azië en Europa deed de film het goed.

## Prijzen en nominaties
| jaar | prijs                 | categorie               | genomineerde(n)             | uitslag     |
| ---- | --------------------- | ----------------------- | --------------------------- | ----------- |
| 1986 | Japanse Academy Award | Nieuwkomer van het jaar | Keiko Imamura, Sayaka Osawa | gewonnen    |
| 1986 | Japanse Academy Award | Beste filmmuziek        | Akira Ifukube               | genomineerd |
| 1986 | Japanse Academy Award | Beste mannelijke bijrol | Takehiro Murata             | genomineerd |

## Trivia
- Dit is de derde film waarin het personage Miki Saegusa meedoet. Daarmee is zij het eerste personage dat in meer dan twee Godzillafilms een rol heeft.
- Dit is de vijfde Godzillafilm waarin Mothra meedoet, en de eerste van de Heiseiserie.